# Estinnes
Estinnes (en való L'Estene) és un municipi belga de la província d'Hainaut a la regió valona. Està compost per les seccions de Croix-lez-Rouveroy, Estinnes-au-Mont, Estinnes-au-Val, Faurœulx, Haulchin, Peissant, Rouveroy, Vellereille-les-Brayeux i Vellereille-le-Sec. L'1 de gener del 2024 tenia 7.954 habitants.